# Queen Serenity
Queen Serenity (クィーン・セレニティ?, Kuīn Sereniti) è un personaggio immaginario della serie manga e anime Sailor Moon. Nell'adattamento italiano della saga televisiva, viene chiamata Regina Selene. Non per nulla, nell'anime afferma di essere la discendente dell'antica dea della Luna, Selene. Il suo nome viene spesso scritto Queen Selenity.
Materials Collection, libro contenente schizzi e disegni dei personaggi della serie di Naoko Takeuchi, attribuisce 18 anni alla regina. Nonostante quest'ultima abbia vissuto per più di un millennio, ha mantenuto la sua giovinezza grazie al potere del Cristallo d'Argento.

## Creazione e sviluppo
Queen Serenity somiglia moltissimo ad Usagi, ed ha la sua stessa acconciatura. Essa deriva da un'abitudine dell'autrice del manga: quando era all'università, Naoko Takeuchi era solita acconciare i propri capelli per avere degli odango prima di esami e lezioni difficili, per essere più fortunata. Queen Serenity ha capelli argentati (non a caso è la regnante del Silver Millennium) e occhi grigi. Le sue labbra sono colorate da un rossetto rosa. Ella indossa un vestito lungo, bianco, mentre gli accessori sono un diadema, che mostra il simbolo della luna crescente, e un paio di orecchini. Il personaggio dell'anime riproduce abbastanza fedelmente quello dell'opera cartacea, specialmente in Pretty Guardian Sailor Moon Crystal. Nella serie degli anni 90, Queen Serenity ha capelli biondi nel flashback dell'episodio 35, il primo in cui compare, colorati invece da una tonalità di viola molto tenue negli altri; gli occhi sono blu.

## Storia
Queen Serenity è la sovrana dell'antico Silver Millennium, il regno della Luna, nonché madre di Princess Serenity, quest'ultima reincarnatasi nel XX secolo in Usagi Tsukino, ovvero Sailor Moon.

### Manga
Queen Serenity appare per la prima volta nell'atto 10. Quando le guerriere Sailor e Luna raggiungono la Luna, si recano alle rovine del palazzo, e vicino alla Torre di Cristallo, all'interno della Stanza della Preghiera, trovano la Spada Sacra. Rimossa l'arma incastonata, l'immagine della regina Serenity appare davanti alle ragazze. La sovrana spiega di essere un ologramma creato dall'Eternity Main System (il computer principale del Moon Castle), che conserva le sue volontà, permettendole adesso una conversazione con le eroine. Parla della lunga vita delle genti del regno della Luna, donata perché esse proteggano il Cristallo d'Argento, guardando intanto la Terra e guidandola per una giusta via. La regina narra il passato, in cui Queen Metaria, entità oscura, portò la Terra all'invasione del Silver Millennium. Per proteggere Princess Serenity, Endymion, principe terrestre, perse la vita, e conseguentemente la sua amata si suicidò. Queen Serenity usò il Cristallo d'Argento per sigillare Queen Metaria, ma il potere oscuro si è attualmente risvegliato perché, nel dolore per aver perso la figlia, la regina della Luna creò un sigillo imperfetto. Prima di scomparire per esaurimento di energia, Queen Serenity ricorda a Sailor Moon di vivere come una giovane donna, perché è questo il motivo della sua rinascita sulla Terra, e chiede alle altre guerriere di proteggere la figlia.
Nell'atto 12, lo spirito della donna appare nel Silver Millennium, risorto grazie al potere di Sailor Moon, e chiede a quest'ultima se voglia rimanere; Usagi, però, sceglie di tornare sulla Terra, e Queen Serenity non può fare altro che raccomandarle di trovare la felicità con le persone che ama.
La regina del Silver Millennium appare altre tre volte in flashback. Ella concesse i rispettivi castelli planetari a Sailor Neptune, Sailor Uranus e Sailor Pluto dalla loro nascita. Nell'atto 22, Pluto ricorda di aver ricevuto da Queen Serenity l'incarico di custodire la porta del tempo. La sovrana la istruì sulle responsabilità del ruolo di custode dello spazio-tempo, informandola dei suoi divieti: viaggiare attraverso il tempo, abbandonare il proprio posto presso la porta dello spazio-tempo, e fermare il tempo.
Nell'atto 41, le guerriere Sailor combattono contro Nehellenia, e scoprono che questa incontrò Queen Serenity durante la celebrazione della nascita di Princess Serenity. Essendo la regina delle tenebre e poiché nessuno sapeva della sua esistenza, Nehellenia, che voleva possedere il Cristallo d'Argento e governare il Silver Millennium, non venne invitata alla festa, durante la quale apparve tra ombre infernali, infuriata per essere stata ignorata in un'occasione così solenne. Le guerriere Sailor, dato il suo ascendente malvagio, ne chiesero l'identità, mentre Queen Serenity asserì che Nehellenia sarebbe stata la benvenuta solo se fosse venuta in cerca di pace, ma non accettava che il suo regno fosse attaccato da tenebre malefiche. Nehellenia sostenne che lei e Queen Serenity venivano entrambe da un luogo lontano, presumibilmente alludendo al Galaxy Cauldron, che non poteva esistere luce senza oscurità, né il bene senza il male, e cercò di attaccare i presenti; ma i suoi attacchi vennero respinti, infine da Queen Serenity, la quale, con l'ausilio del Cristallo d'Argento, imprigionò la regina delle tenebre in uno specchio posto nelle sue stanze, affinché non compisse altri malefici. Tuttavia, poco prima di essere fatta prigioniera, Nehellenia riuscì a porre un maleficio su Princess Serenity, dicendo alla sovrana del Silver Millennium che un giorno il regno andrà in rovina e la principessa morirà senza ereditarlo. Così avvenne anni dopo.
Dopo che Sailor Moon salva la galassia resettando il Galaxy Cauldron e purificando Galaxia, il Guardiano Cosmos rivela che quando Queen Serenity morì tornò al Galaxy Cauldron. Nell'atto 52, la regina visitò il Galaxy Cauldron con la figlia ancora neonata.

### Anime
Queen Serenity appare per la prima volta nell'episodio 35, anche se non viene introdotta fino al 44, in cui le guerriere Sailor vengono trasportate sulla Luna, nel distrutto Silver Millennium. Lo spirito di Queen Serenity appare dinnanzi alle combattenti. L'antica regina racconta a Sailor Moon e le sue compagne la storia del Silver Millennium: la Terra, influenzata dalla malvagia entità di Queen Metaria, invase il pacifico regno della Luna, e Queen Serenity assistette alla morte della figlia, perita dopo Endymion; ella sacrificò poi la sua vita utilizzando il Cristallo d'Argento per far addormentare Metaria e permettere a Princess Serenity, Endymion e le guerriere Sailor che proteggevano la figlia di rinascere in un tempo pacifico.
In Sailor Moon R, Queen Serenity appare nuovamente per aiutare Usagi, quando questa, combattendo contro un mostro, finisce in una dimensione parallela. Usagi non riesce più a trasformarsi in Sailor Moon dopo la distruzione della sua spilla, ma essa, durante l'incontro con Queen Serenity, accoglie al suo interno il Cristallo d'Argento e diventa la Crystal Star, con cui Usagi torna a trasformarsi. Inoltre, Queen Serenity dona un nuovo scettro alla figlia, il Cutie Moon Rod.
In Bishōjo senshi Sailor Moon Crystal, la serie ONA che riproduce più fedelmente la storia del manga e riguarda la lotta contro il Dark Kingdom e la Black Moon, Sailor Moon parla con l'ologramma di Queen Serenity nel Silver Millennium distrutto, e viene a sapere della storia del regno della Luna. Come nel manga, Queen Serenity non usò il Cristallo d'Argento per permettere alla figlia ed i suoi cari di rinascere. Sconfitta Queen Metaria, Queen Serenity chiede ad Usagi di rimanere nel risorto Silver Millennium come regina, ma la ragazza vuole tornare sulla Terra. La madre originaria le dona ora la nuova spilla, che custodisce il Cristallo d'Argento Illusorio. Successivamente, Queen Serenity appare nei ricordi di Luna ed in quelli di Sailor Pluto, cui ha elencato i tre tabù da rispettare come custode della porta del tempo.

## Poteri
I seguenti poteri speciali vengono usati da Queen Serenity:
- Moon Healing Escalation, usato solo nell'anime per bloccare l'invasione della Luna da parte del Dark Kingdom. Un potere simile verrà utilizzato in seguito da Sailor Moon.
- Maboroshi no ginzuishō (Cristallo d'Argento Illusorio), nome originale del Cristallo d'Argento, utilizzato con il Moon Stick per sigillare il Dark Kingdom; nell'anime Queen Serenity lo usa anche per far sì che le anime di sua figlia e tutti coloro che perirono quel giorno potessero rinascere sulla Terra. Nel seguito del manga si capisce che la sovrana del Silver Millennium lo sfruttò inoltre per sigillare Nehellenia nello specchio.

## Attrici
Queen Serenity appare solamente in un episodio speciale del live-action Bishōjo senshi Sailor Moon, ed è interpretata da Miyū Sawai, la stessa attrice che si cala nel ruolo di Usagi in tutto il live.